# Chessmaster

Interfaccia di Chessmaster 9000

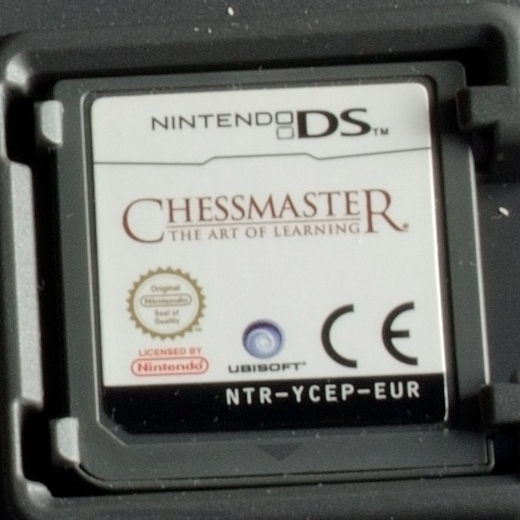
Cartuccia straniera per Nintendo DS di Chessmaster: L'arte di apprendere (Chessmaster: The Art of Learning)

Chessmaster è una serie di videogiochi di scacchi di proprietà della Ubisoft. È la serie scacchistica più venduta della storia, con più di cinque milioni di copie vendute al 2002.
La serie Chessmaster è iniziata nel 1986 con The Chessmaster 2000, pubblicato per numerosi computer dalla The Software Toolworks, è proseguita con molti seguiti per PC e console, ed è giunta (al 2024) fino a Chessmaster Live per Xbox 360, pubblicato nel 2008 su Xbox Live Arcade.
Dall'inizio fino a Chessmaster 10th Edition (2004) escluso, la serie è stata rappresentata sulle copertine dalla fotografia di un anziano e sorridente "maestro", con barba e capelli lunghi, interpretato dall'attore Will Hare, spesso riprodotto graficamente anche nelle schermate introduttive.

## Videogiochi
- The Chessmaster 2000 (1986) per Amiga, Amstrad CPC, Apple II, Atari 8-bit, Atari ST, Commodore 64, Macintosh, MS-DOS, MSX, ZX Spectrum
- The Fidelity Chessmaster 2100 (1988) per Amiga, Apple II, Apple IIGS, Commodore 64, MS-DOS
- The Chessmaster (1989) per Game Boy, Game Gear, Mega Drive, NES, SNES
- The Chessmaster 3000 (1991) per Macintosh, MS-DOS, Windows 3.1
- The Chessmaster 4000 Turbo (1993) per Windows 3.1, Windows 95
- The New Chessmaster (1993) per Game Boy, variante della precedente versione per console, con più funzioni
- The Chessmaster 3-D (1995) per PlayStation
- Chessmaster 5000 (1996) per Windows
- Chessmaster Online o The Chessmaster 5000 Online (1996) per Windows, versione multigiocatore online gratuita di Chessmaster 5000, non più disponibile
- Chessmaster 5500 (1997) per Windows
- Chessmaster 6000 (1998) per Macintosh, Windows
- Chessmaster II (1999) per PlayStation
- Chessmaster 7000 (1999) per Windows
- Chessmaster (1999) per Game Boy Color
- Chessmaster 8000 (2000) per Windows
- Chessmaster (2002) per Palm OS, basato sulla versione Windows di Chessmaster 3000
- Chessmaster (2002) per Game Boy Advance
- Chessmaster 9000 (2002) per Macintosh, Windows
- Chessmaster (2003) per PlayStation 2
- Chessmaster (2004) per cellulari Android, BlackBerry, BREW, J2ME, Windows Mobile
- Chessmaster 10th Edition (2004) per Windows, Xbox
- Chessmaster Challenge (2005) per Windows
- Chessmaster: Edizione Grande Maestro (2007) per Windows
- Chessmaster: L'arte di apprendere (2007) per Nintendo DS, PlayStation Portable, con svariati tutorial tenuti dal Maestro Internazionale Joshua Waitzkin
- Chessmaster Live (2008) per Xbox 360, accompagnato da molti contenuti scaricabili che aggiungono minigiochi o varianti estetiche dei pezzi

## Motore scacchistico
Il motore scacchistico della serie Chessmaster è chiamato The King, scritto dall'olandese Johan de Koning. È stato introdotto in Chessmaster 4000; le versioni precedenti utilizzavano un motore scritto da David Kittinger.
Secondo la classifica di novembre 2007 della Swedish Chess Computer Association (SSDF), Chessmaster 9000 ha un punteggio Elo stimato di 2710 su un PC con processore Athlon-1200. Se si eliminano versioni multiple di altri motori, Chessmaster 9000 risulta all'11º posto. A maggio 2008 Chessmaster 9000 è ancora la versione più recente valutata dalla SSDF. Un'altra classifica, quella della CCRL, piazza Chessmaster XI edition al 17º posto nella sua lista di maggio 2008.
Il motore The King permette all'utente di creare nuovi stili di gioco artificiali, chiamati anche “personalità”, manipolando diverse dozzine di parametri, dall'importanza che il motore darà alla sicurezza del re, alla debolezza della struttura pedonale, alla mobilità dei pezzi, alla possibilità che vengano eseguite mosse “a caso” (cioè fuori dal piano che il computer sta attualmente svolgendo) e diverse altre. Si può anche alterare il valore che il motore assegnerà ai singoli pezzi. Chessmaster 9000, ad esempio, mette a disposizione dell'utente più di 150 diverse “personalità” che variano dalla forza di un Grande maestro fino a Stanley, che è una scimmia che gioca essenzialmente mosse a caso. In Chessmaster 10th Edition la creazione delle “personalità” è stata notevolmente semplificata.
Chessmaster 9000 ha sconfitto l'allora Campione USA Grande Maestro Larry Christiansen in un match di 4 partite giocato nel settembre 2002. Chessmaster 9000 ha vinto 2,5 a 1,5. Il programma aveva come operatore John Merlino, il Project Manager di Chessmaster all'epoca della sfida. Quattro diverse “personalità” furono usate durante il match; le prime tre “personalità” avevano i parametri settati per cercare di rispecchiare lo stile di gioco di famosi Grandi Maestri umani del passato, Aleksandr Alechin, Bobby Fischer e Mikhail Botvinnik. Per la quarta partita si è usato il motore default di Chessmaster. Christiansen ha vinto la prima partita, perso la seconda e la terza, mentre la quarta è finita patta.

## Interfaccia
Fin dall'inizio, molte edizioni di Chessmaster includono design della scacchiera sia in 2D che in 3D. Più recentemente venne introdotto un grande numero di diverse scacchiere e pezzi a tema. L'interfaccia è stata rivista per Chessmaster 10th Edition e ha set in 3D nei quali i pezzi “camminano” tra le case della scacchiera e combattono tra di loro battaglie quando un pezzo viene catturato, citazioni del classico Battle Chess e degli scacchi magici di Harry Potter. Le edizioni precedenti avevano set in puro 3D, ma i pezzi non erano animati e non combattevano tra loro. Chessmaster 10th Edition è uscito con allegato un paio di occhiali con lenti rosse e blu per vedere il gioco in “enhanced 3D”.

## Critica
La reazione della critica alla serie Chessmaster è stata perlopiù molto positiva. GameSpot ha commentato che “Chessmaster è rimasto senza difficoltà lo standard nei giochi di scacchi per console dagli anni '80”. IGN ha detto che “la serie stessa rimane il modo migliore per imparare e giocare a scacchi sul PC”
Benché il motore della serie Chessmaster non sia forte come altri programmi commerciali quali Fritz o Rybka, i critici hanno apprezzato la serie per i suoi tutorial esaustivi, rivolti a giocatori amatoriali o di livello medio. Nella sua recensione di Chessmaster 9000 IGN afferma che “la serie si è sempre distinta come un coach scacchistico di primo livello”, e apprezza che il gioco abbia “fascino verso il giocatore inesperto e di medio livello. Con un gran numero di tutorial, analisi dettagliate ed esercizi, il gioco aiuta in scioltezza  l'ultimo arrivato ad entrare nell'esperienza del gioco”. 
Una critica che spesso viene rivolta alla serie è la mancanza di nuove opzioni nelle nuove versioni. La recensione di IGN di Chessmaster 10th edition dice ad esempio “semplicemente non aggiunge abbastanza alle, almeno, ultime due versioni per renderlo un aggiornamento necessario".